# Autotransformatorsystem
Bei dem Autotransformatorsystem handelt es sich um spezielle Ausführung der Bahnstromversorgung. Mit entsprechenden Transformatoren werden im Unterwerk zwei um 180° phasenverschobene Wechselspannungen zur Verfügung gestellt. Eine der beiden Leiter ist die Fahrleitung, der zweite Leiter wird vergleichbar mit einer Speise- oder Verstärkungsleitung entlang der Strecke isoliert mitgeführt. In entsprechenden Abständen befinden sich Autotransformatoren, die zwischen die beiden Leiter geschaltet sind. Die Bezeichnung „Zweispannung“ kommt daher zustande, da es sich zwei um 180° phasenverschobene Spannungen handelt (siehe auch: Einphasen-Dreileiternetz). Ebenso ist auch die Bezeichnung „Mehrspannungssystem“ bekannt.

## Aufbau

### Unterwerk
Durch Transformatoren, die vom Hochspannungsnetz gespeist werden, wird die notwendige Fahrleitungsspannung bereitgestellt. Bei diesen Transformatoren handelt es sich dabei um Einphasentransformatoren, die auf der Unterspannungsseite zwei Wicklungen besitzen. Jeweils ein Ende und Anfang der beiden Sekundärwicklungen wird zusammengeschaltet, so dass sich theoretisch eine Wicklung mit einer Mittelanzapfung bildet. Gegenüber der Mittelanzapfung stehen zwei um 180° phasenverschobene Spannungen zur Verfügung. Einer der beiden Außenanschlüsse wird als positiver Feeder (PF) bezeichnet und versorgt direkt die Fahrleitung, der andere Außenanschluss, der negative Feeder (NF) wird entlang der Strecke mitgeführt („Feederleitung“). Die Mittelanzapfung wird mit der Gleisanlage verbunden und bildet den Rückleiter.
Bei der Anschaltung auf der Oberspannungsseite handelt es sich um ein Drehstrom-Verbundnetz. Als Spannungsebene wird in der Regel das 110-kV- oder 220-kV-Netz gewählt. Aufgrund von starker unsymmetrischer Lastverteilung im Drehstromnetz bei der Verwendung nur eines Transformators werden zwei Transformatoren in der so genannten V-Schaltung auf die drei Phasen des Hochspannungsnetzes geschaltet, es bleibt jedoch weiterhin eine Schieflast bestehen, da die Last zwischen den Leitern L1 und L3 fehlt.
Die von beiden Transformatoren bereitgestellten Unterspannungen (PF und NF) sind nicht phasengleich zueinander, so dass ein Parallelbetrieb der beiden Transformatoren nicht möglich ist. Die dargestellten Schalter im Bild haben die Aufgabe, bei Verwendung von nur einem Trafo das geteilte Streckennetz zu verbinden. Diese Option ist nur als Notbetrieb vorgesehen.

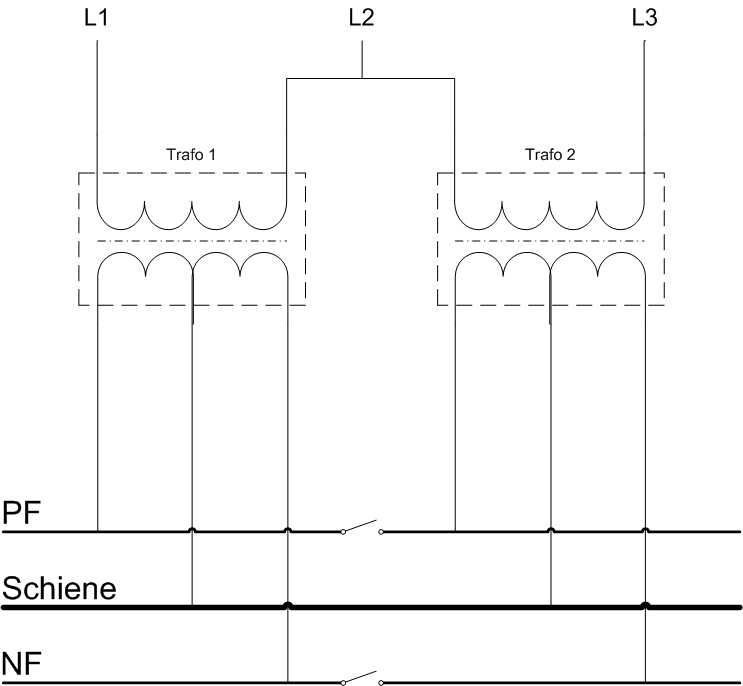
Prinzipieller Aufbau eines Unterwerks

### Autotrafostation
In regelmäßigen Abständen entlang der Strecke befinden sich die sog. Autotrafostationen. Die Autotransformatoren sind Spartransformatoren. Der positive und negative Feeder werden an die beiden äußeren Wicklungsanschlüsse der Autotransformatoren geschaltet, die mittlere Wicklungsanzapfung ist wiederum mit der Gleisanlage verbunden. Je nach Systemausführung werden symmetrische oder unsymmetrische Wicklungsaufteilungen benutzt.

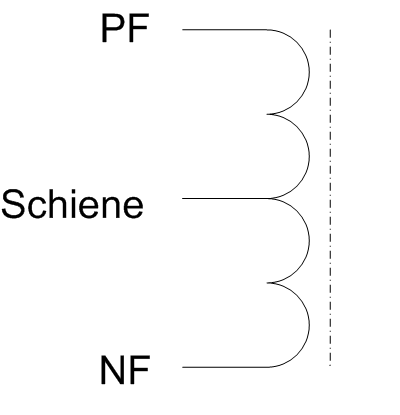
Aufbauprinzip eines Autotrafos

### Strecke
Die Schienen werden in der Regel isoliert gegenüber der Erde ausgeführt, um die Betriebströme definiert über die Rückleiter und nicht über die Erde abfließen zu lassen. Dabei ist zu beachten, dass bestimmte Grenzwerte des Schienenpotenzials gegenüber der Erde nicht überschritten werden dürfen. Die Rückstromführung erfolgt dabei über die Schienen und fallweise Rückleiterseile, die an den Masten mitgeführt werden.

## Ausführungsarten
Man unterscheidet zwischen dem symmetrischen und dem unsymmetrischen Autotrafosystem. Ein symmetrisches System weist zwei um 180° phasenverschobene Spannungen auf, mit gleicher Amplitude. Das unsymmetrische System hingegen verwendet zwei um 180° phasenverschobene Spannungen mit unterschiedlicher Amplitude. Es unterscheidet sich bei den verschiedenen Systemen dadurch die Stromaufteilung zwischen dem positiven und negativen Feeder. Nachfolgend ein Beispiel für die Systemangabe:
2AC 50/25kV (teilweise auch als AC 2x25kV angegeben)
- „2AC“ – bezieht sich auf ein Zweispannungssystem
- „50“ – gibt die Systemspannung an, in diesem Fall 50 kV (Spannung zwischen positivem und negativem Feeder)
- „25kV“ – gibt die Fahrleitungsspannung an, hier 25 kV – zwischen Fahrleitung und Gleisanlage
- da die Fahrleitungsspannung von 25 kV die Hälfte der Systemspannung von 50 kV ergibt, liegt hier ein symmetrisches System vor

2AC 40/15kV
- „2AC“ – bezieht sich auf ein Zweispannungssystem
- „40“ – gibt die Systemspannung an, in diesem Fall 40 kV (Spannung zwischen positivem und negativem Feeder)
- „15kV“ – gibt die Fahrleitungsspannung an, hier 15 kV – zwischen Fahrleitung und Gleisanlage
- da die Fahrleitungsspannung von 15 kV nicht der Hälfte der Systemspannung von 40 kV entspricht, liegt hier ein unsymmetrisches System vor

## Prinzip
Das auf der Strecke befindliche Triebfahrzeug nimmt einen Strom x von der Fahrleitung ab. Dieser Strom fließt über die Fahrleitung vom Unterwerk zum Tfz und zurück in den Schienen. Der Rückstrom der Schienen fließt jetzt zu einem Teil zum Autotransformator in die Mittelanzapfung. Im Autotransformator teilt sich dieser Strom auf den positiven und negativen Feeder auf. In diesem Fall bedeutet das, dass sich der Strom jetzt folgendermaßen aufteilt.
- ein Teil des Stromes fließt vom Unterwerk über die Fahrleitung zum Triebfahrzeug
- der Rückstrom fließt über die Schienen und Rückleiter zur Mittelanzapfung des nächsten Autotransformators
- der Rückstrom im Autotransformator wird auf den positiven und negativen Feeder aufgeteilt
- Der „PF“- Strom des Autotransformators fließt über die Fahrleitung zum Tfz
- Der „NF“- Strom des Autotrafos fließt über den „NF“ zurück zum Unterwerk

Das folgende Bild verdeutlicht das Prinzip bei idealer Stromaufteilung, wenn sich das Triebfahrzeug direkt in der Nähe einer Autotransformatorstation und weit entfernt vom Unterwerk befindet.

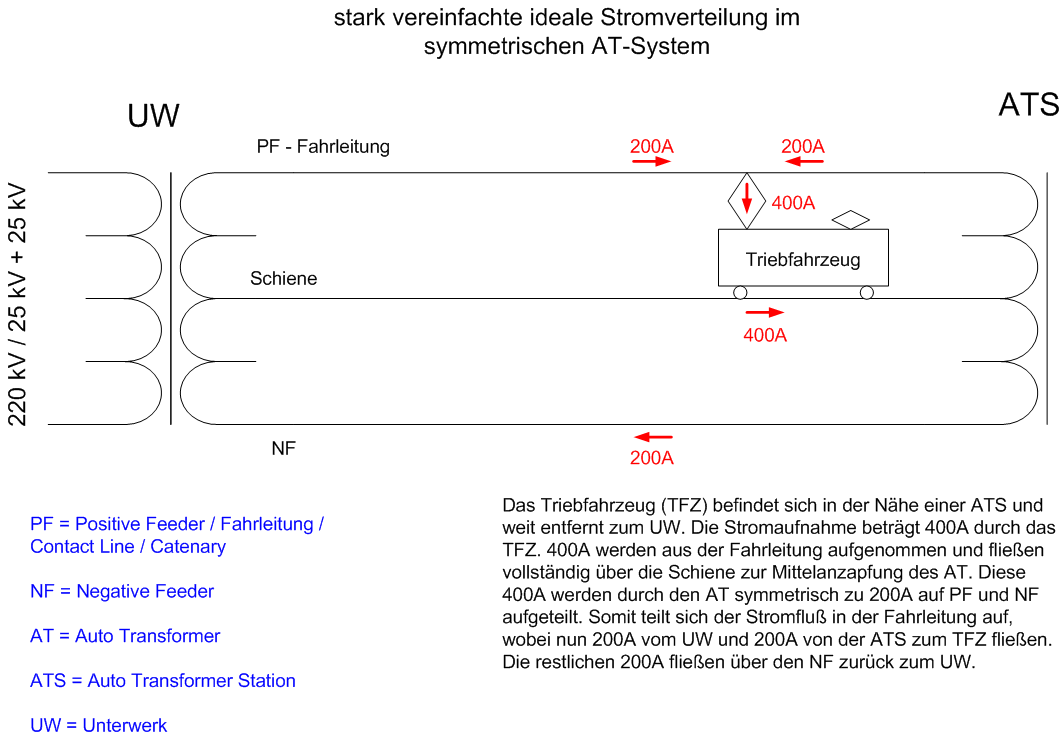
Ideale Stromverteilung im symmetrischen AT-System (Prinzip)

Diese Darstellung bezieht sich allerdings auf eine ideale Stromverteilung, die in der Realität nicht vorkommt. Die Stromaufteilung ist generell abhängig von den vorherrschenden Impedanzverhältnissen am jeweiligen Standort des Triebfahrzeuges. Prinzipiell sind alle angeschlossenen Autotransformatoren am Stromfluss beteiligt, jedoch sind diese Anteile stark vom Laststandort (Standort des Tfz) abhängig.
Im nachfolgenden Bild ist hingegen eine reale Stromverteilung im symmetrischen AT-System dargestellt.

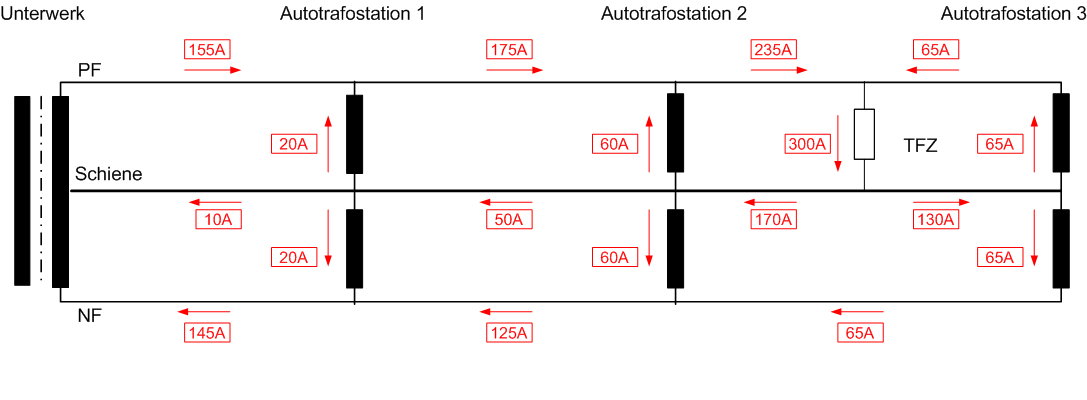
Reale Stromverteilung im symmetrischen AT-System

In dem Beispielbild ist erkennbar, dass sich über weite Strecken die Belastungströme in der Oberleitung halbieren. Das bedeutet ebenfalls eine Halbierung des Spannungsabfalls, wobei sich dieser Spannungsabfall nicht auf die Fahrleitungsspannung, sondern auf die Systemspannung bezieht. Unter Vernachlässigung der Verluste ergibt sich daher eine Verringerung der Spannungsabfälle um eine theoretische Verhältniszahl von 4 gegenüber einem Einphasensystem ohne Verstärkungsleitung und Rückleiterseile. In der Praxis lassen sich Verhältniswerte von 2,5 bis 3,5 erzielen.
In einem Einphasensystem mit Verstärkungsleitungen und Rückleiterseilen kann ebenfalls eine Verringerung der Belastungsströme in der Oberleitung und somit auch eine Reduzierung von Spannungsabfällen vorliegen. Jedoch fällt diese Verringerung der Spannungsabfälle geringer aus. Es lassen sich theoretisch etwa Verhältniswerte von max. 2 gegenüber einem Einphasensystem ohne Verstärkungsleitung und Rückleiterseile erzielen. Die Festlegung von Unterwerksabständen wird wesentlich durch die Spannungsabfälle auf der Oberleitung bestimmt. Somit können beim Autotransformatorsystem die Unterwerksabstände größer gewählt werden. Praktische Anlagen (Strecke Stralsund-Prenzlau mit 132,5 km Länge) haben gezeigt, dass übliche Ausführungen als Einphasensystem mit Verstärkungsleitungen und Rückleiterseilen drei Unterwerke benötigen. Der Umbau als AT-System führte dazu, dass das mittlere der drei Unterwerke eingespart werden konnte.

## Schutzkonzept

### Unterwerk
Der Transformator wird, wie üblich, mit einem Trafo-Differentialschutz geschützt. Die Erfassung der Ströme erfolgt an jedem Wicklungsanschluss des Trafos. Dadurch ist es bei der V-Schaltung notwendig, dass die Ströme des einzelnen Trafos separat erfasst werden. Eine Stromerfassung beider Transformatoren mit nur drei Stromwandlern auf der Oberspannungsseite ist nicht ausreichend, da in der Phase L2 der Strom beider Transformatoren fließt und somit einen Differentialstrom verursachen würde.
Auf der Unterspannungsseite sind ebenfalls die einzelnen Ströme des positiven und negativen Feeders sowie der „Mittelanzapfung“ zu erfassen.
Zusätzlich wird in der Regel ein Überstromzeitschutz auf der Oberspannungsseite verwendet, der beide Transformatoren überwacht. Die Unterspannungsseite der Transformatoren, die zu den Einspeisefeldern der Schaltanlage geführt werden, wird üblicherweise durch einen einfachen Überstromzeitschutz (UMZ) geschützt.

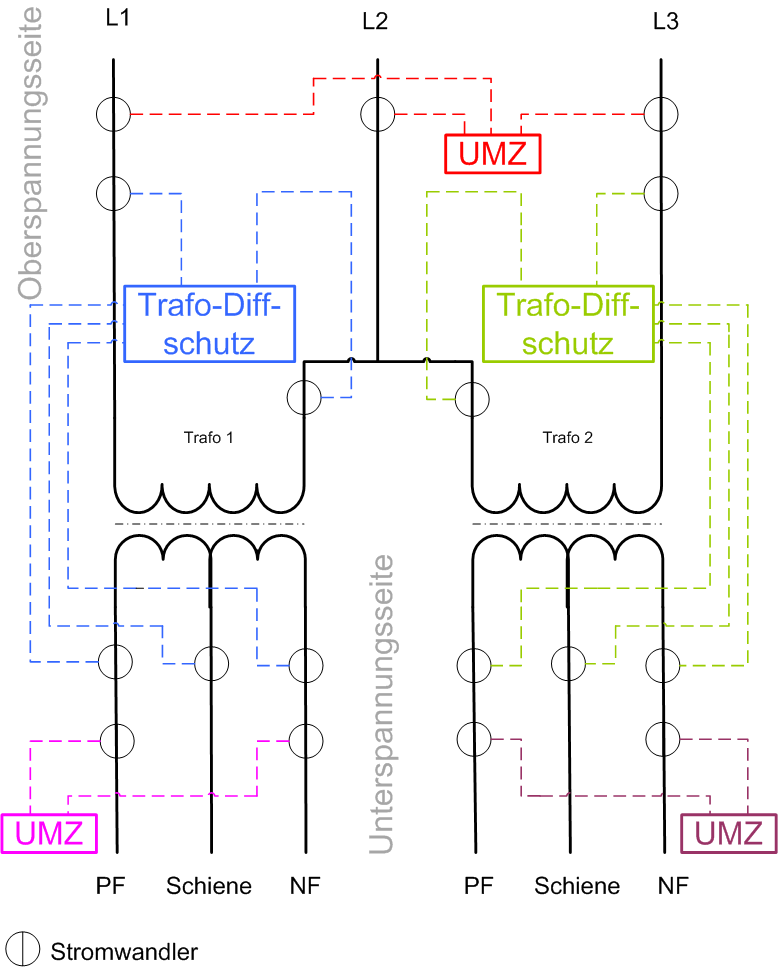
Prinzipielles Schutzkonzept für den UW-Trafo beim AT-System

### Streckenschutz
Das Kettenwerk wird durch einen Distanzschutz geschützt, allerdings sind hierbei einige Besonderheiten zu beachten. Da es sich um ein zweiphasiges System handelt, wird zur Impedanzerfassung der Summenstrom aus positivem und negativem Feeder verwendet. Moderne Bahnstromschutzgeräte erfassen den Strom des positiven und negativen Feeders einzeln und bilden geräteintern einen betragsmäßigen Summenstrom. Zu beachten ist, dass es sich hierbei nicht um eine vorzeichenrichtige Addition der Ströme handelt, sondern nur die Beträge werden addiert. Durch die Phasenverschiebung von 180° zwischen positivem und negativem Feeder würde eine vorzeichenrichtige Addition
von beiden Phasen zu einem Summenstrom von Null führen, wenn beide Feeder gleiche Amplituden aufweisen. Notwendig ist es, da zur Impedanzberechnung Strom und Spannung gemessen werden – bei einem Summenstrom von Null würde die Impedanz daher den Wert „unendlich“ erhalten. Ebenfalls ist es möglich, den Summenstrom durch eine entsprechende Beschaltung der sekundären Stromwandlerkreise zu erhalten. Aufgrund der zugeschalteten Autotransformatoren, die ebenfalls eine eigene Impedanz aufweisen und mit dem Kettenwerk verbunden sind, wird die gemessene Impedanz verfälscht, da die Impedanz der Autotransformatoren mitgemessen wird. Dieses ist bei der Auslegung der Distanzschutzzonen zu beachten – vor allem um die Selektivität einzuhalten.

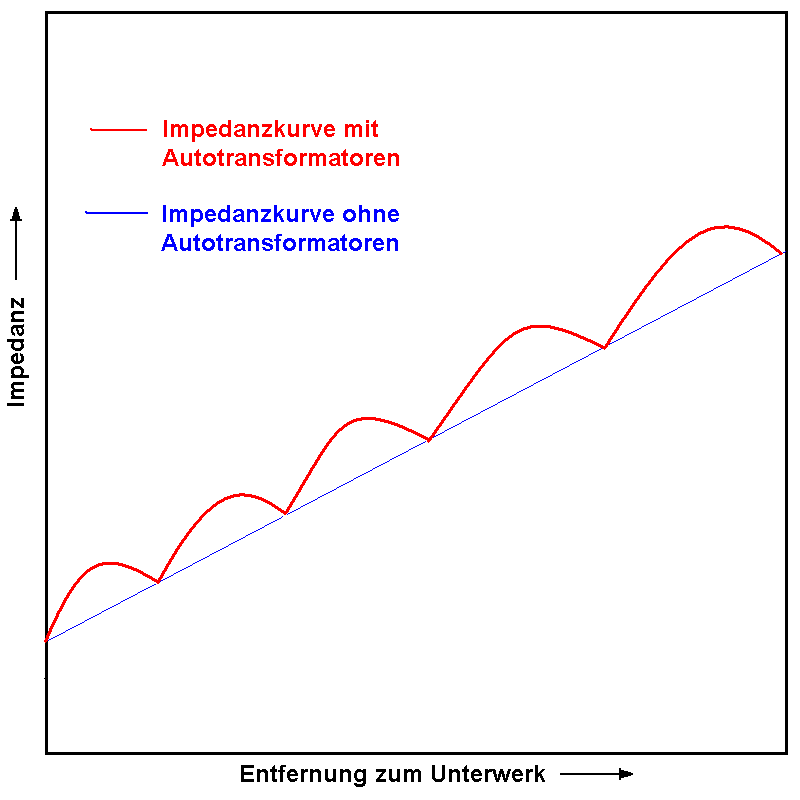
Impedanzkurvenverlauf beim AT-System

### Autotransformatorschutz
Für die Autotransformatoren können verschiedene Schutzkonzepte zum Tragen kommen. Eine Möglichkeit wäre, die Autotransformatoren nicht separat zu schützen, sondern alleine durch den Streckenschutz mitzuschützen. Dieses Konzept ist zum Teil in Frankreich bei den AT-Systemen bekannt. Ebenso ist ein Schutz mittels eines Transformator-Differenzialschutzes möglich – auch der Schutz durch ein UMZ wäre möglich.

## Vorteile gegenüber Einphasensystemen
- der Strom in der Fahrleitung und damit die Spannungsabfälle entlang der Strecke werden reduziert, was zu geringeren Leistungsverlusten führt
- Unterwerke können eingespart werden, indem der Abstand zwischen den Unterwerken wesentlich größer gewählt werden kann (Kostenersparnis)
- Verminderung von Störbeeinflussungen, insbesondere bei Fernmeldeleitungen

## Nutzung
| Staat               | Anlage | Inbetriebnahme | Stromsystem       |
| ------------------- | --- | -------------- | ----------------- |
| Deutschland         | zwischen Stralsund und Prenzlau | 2001           | 2×15 kV / 16,7 Hz |
| Deutschland         | zwischen Knappenrode und Horka | 2018           | 2×15 kV / 16,7 Hz |
| Deutschland         | von Geltendorf über Memmingen nach Hergatz | 2020           | 2×15 kV / 16,7 Hz |
| Deutschland         | auf der Bahnstrecke Oldenburg–Wilhelmshaven | 2023           | 2×15 kV / 16,7 Hz |
| Schweiz             | auf der Bahnstrecke Cadenazzo–Luino im Tessin | 2013           | 2×15 kV / 16,7 Hz |
| Italien             | neu gebaute Hochleistungsstrecken |                | 2×25 kV / 50 Hz   |
| Schweden            | Hz-Strecken Erzbahn und Botniabahn |                | 2×15 kV / 16,7 Hz |
| Finnland            | • Tuomioja–Hirvineva (~ 17 km, seit 1983) • Tuomioja–Raahe–Rautaruukki (~ 32 km, seit 2001) • Oulu–Rovaniemi • Oulu–Kontiomäki–Iisalmi • Kontiomäki–Vartius • Kerava–Lahti |                | 2×25 kV / 50 Hz   |
| Luxemburg           | praktisch das gesamte Streckennetz (seit der Umelektrifizierung des Luxemburger Teils der Strecke Namur-Luxemburg)                                                         |                | 2×25 kV / 50 Hz   |
| Japan               | Hochgeschwindigkeitsstrecken |                | 2×25 kV / 50 Hz   |
| Volksrepublik China | Schnellfahrstrecke Peking–Tianjin |                | 2×25 kV / 50 Hz   |
| Belgien             | Schnellfahrstrecke Schiphol–Antwerpen – Abschnitt HSL-Zuid |                | 2×25 kV / 50 Hz   |

In der Schweiz wird ein Autotransformatorsystem seit 2013 auf der Bahnstrecke Cadenazzo–Luino im Tessin (und grenzüberschreitend nach Italien) eingesetzt.
Dazu wurden in Cadenazzo, Ranzo-Sant’Abbondio und Luino mobile Autotransformatoren aufgestellt. Die einspurige Verbindung zwischen der Gotthardbahn und Norditalien wird hauptsächlich vom Güterverkehr genutzt.
Weit verbreitet sind derartige Systeme bei Hochgeschwindigkeitsstrecken mit 25 kV und 50 bzw. 60 Hz. Insbesondere japanische Bahnen verwenden Autotransformatorsysteme.